# Omaloplia picticollis
Omaloplia picticollis är en skalbaggsart som beskrevs av Leon Fairmaire 1897. Omaloplia picticollis ingår i släktet Omaloplia och familjen Melolonthidae.
Artens utbredningsområde är Madagaskar. Inga underarter finns listade i Catalogue of Life.